# De Dageraad (schip, 1908)
De Dageraad was het eerste eigen schip van Texels Eigen Stoomboot Onderneming. In 1907 werd tijdelijk met een gehuurd schip gevaren, maar in 1908 had de TESO genoeg geld bij elkaar gehaald om het eerste schip te laten bouwen. Het schip werd in 1908 besteld en voer vanaf midden augustus van dat jaar over het Marsdiep. Zowel het casco als de stoominstallatie waren vervaardigd door de werf Hubertina te Haarlem.
In 1934 werd het schip verkocht, en de nieuwe schepen SS Marsdiep en SS Dokter Wagemaker moesten De Dageraad vervangen.